# 1993-as CONCACAF-aranykupa
Az 1993-as CONCACAF Arany Kupa volt a második CONCACAF-aranykupa. Két ország rendezte közösen: Az Amerikai Egyesült Államok és Mexikó.
A lebonyolítás hasonló volt, mint az ezt megelőző 1991-es tornán. A részt vevő nyolc válogatottat két 4 tagú csoportba sorsolták. Az A csoport küzdelmeit az Egyesült Államokban (Dallasban), míg a B csoportot Mexikóvárosban rendezték. Mindkét csoport első két helyezett csapata jutott a legjobb 4 közé. A döntőben végül a két házigazda találkozott, ahol Mexikó simán 4-0 arányban legyőzte az Egyesült Államok válogatottját.

## Csoportkör
A csapatokat két, egyaránt négycsapatos csoportba sorsolták, ahol a válogatottak körmérkőzéses rendszerben mérkőztek meg a továbbjutást jelentő első, vagy második helyért.
| Jelmagyarázat                                                            |
| ------------------------------------------------------------------------ |
| A csoportok első két helyezettje bejutott az egyenes kieséses szakaszba. |
| A csoportok harmadik és negyedik helyezettjei kiestek.                   |

### A csoport
| Csapat           | J | Gy | D | V | Rg | Kg | Gk | P |
| ---------------- | - | -- | - | - | -- | -- | -- | - |
| Egyesült Államok | 3 | 3  | 0 | 0 | 4  | 1  | +3 | 6 |
| Jamaica          | 3 | 1  | 1 | 1 | 4  | 3  | +1 | 3 |
| Honduras         | 3 | 1  | 0 | 2 | 6  | 5  | +1 | 2 |
| Panama           | 3 | 0  | 1 | 2 | 3  | 8  | –5 | 1 |

| 1993. július 10. |

| Egyesült Államok | 1–0   | Jamaica |
| ---------------- | ----- | ------- |
| Wynalda 67'      | (0–0) |         |

| Cotton Bowl, Dallas Nézőszám: 11 642 Játékvezető: Berny Ulloa Morera (Costa Rica-i) |

| 1993. július 10. |

| Honduras                                                       | 5–1   | Panama    |
| -------------------------------------------------------------- | ----- | --------- |
| Gayle 25' Bennett 51' 69' (11-esből) 83' (11-esből) Pineda 54' | (1–1) | Julio 30' |

| Cotton Bowl, Dallas Nézőszám: 11 642 Játékvezető: Rodrigo Badilla (Costa Rica-i) |

| 1993. július 14. |

| Egyesült Államok       | 2–1   | Panama      |
| ---------------------- | ----- | ----------- |
| Wynalda 69' Dooley 74' | (0–1) | Piggott 33' |

| Cotton Bowl, Dallas Nézőszám: 13 771 Játékvezető: Roberto Parisius (Suriname-i) |

| 1993. július 14. |

| Jamaica                        | 3–1   | Honduras               |
| ------------------------------ | ----- | ---------------------- |
| Jarrett 28' Davis 48' Boyd 78' | (2–0) | Bennett 18' (11-esből) |

| Cotton Bowl, Dallas Nézőszám: 13 771 Játékvezető: Arturo Brizio Carter (mexikói) |

| 1993. július 17. |

| Egyesült Államok | 1–0   | Honduras |
| ---------------- | ----- | -------- |
| Lalas 29'        | (1–0) |          |

| Cotton Bowl, Dallas Nézőszám: 16 348 Játékvezető: Robert Sawtell (kanadai) |

| 1993. július 17. |

| Jamaica   | 1–1   | Panama                  |
| --------- | ----- | ----------------------- |
| Davis 76' | (0–0) | Mendieta 50' (11-esből) |

| Cotton Bowl, Dallas Nézőszám: 16 348 Játékvezető: Antonio Marrufo (mexikói) |

### B csoport
| Csapat     | J | Gy | D | V | Rg | Kg | Gk  | P |
| ---------- | - | -- | - | - | -- | -- | --- | - |
| Mexikó     | 3 | 2  | 1 | 0 | 18 | 1  | +17 | 5 |
| Costa Rica | 3 | 1  | 2 | 0 | 5  | 3  | +2  | 4 |
| Kanada     | 3 | 0  | 2 | 1 | 3  | 11 | –8  | 2 |
| Martinique | 3 | 0  | 1 | 2 | 3  | 14 | –11 | 1 |

| 1993. július 11. |

| Mexikó                                                              | 9–0   | Martinique |
| ------------------------------------------------------------------- | ----- | ---------- |
| Zaguinho 11' 21' 29' 54' 76' 84' 90' R. Ramírez 40' Hernández 90+1' | (4–0) |            |

| Estadio Azteca, Mexikóváros Nézőszám: 40 000 Játékvezető: José Alvarado (salvadori) |

| 1993. július 11. |

| Kanada      | 1–1   | Costa Rica |
| ----------- | ----- | ---------- |
| Dasovic 43' | (1–0) | Myers 82'  |

| Estadio Azteca, Mexikóváros Nézőszám: 17 000 Játékvezető: Mark Forde (barbadosi) |

| 1993. július 15. |

| Mexikó              | 1–1   | Costa Rica  |
| ------------------- | ----- | ----------- |
| Delgado 74' (öngól) | (0–1) | Cayasso 30' |

| Estadio Azteca, Mexikóváros Nézőszám: 80 000 Játékvezető: Ramesh Ramdhan (Trinidad és Tobagó-i) |

| 1993. július 15. |

| Kanada                      | 2–2   | Martinique                |
| --------------------------- | ----- | ------------------------- |
| Aunger 25' Alex Bunbury 43' | (2–0) | Gertrude 53' Fondelot 86' |

| Estadio Azteca, Mexikóváros Nézőszám: 35 000 Játékvezető: Argelio Sabillón (hondurasi) |

| 1993. július 18. |

| Mexikó                                                           | 8–0   | Kanada |
| ---------------------------------------------------------------- | ----- | ------ |
| J. Ramírez 4' 67' Mora 24' 30' Zaguinho 32' 34' Salvador 83' 88' | (5–0) |        |

| Estadio Azteca, Mexikóváros Nézőszám: 70 000 Játékvezető: Raúl Domínguez (USA) |

| 1993. július 18. |

| Costa Rica                | 3–1   | Martinique            |
| ------------------------- | ----- | --------------------- |
| Myers 28' Cayasso 69' 87' | (1–0) | Tinmar 59' (11-esből) |

| Estadio Azteca, Mexikóváros Nézőszám: 59 000 Játékvezető: Jay (USA) |

## Egyenes kieséses szakasz
|  |                         |                  |                  |                         |   |        |        |       |
|  | Elődöntők               | Elődöntők        | Elődöntők        |                         |   | Döntő  | Döntő  | Döntő |
|  | Elődöntők               | Elődöntők        | Elődöntők        |                         |   | Döntő  | Döntő  | Döntő |
|  | Dallas, július 21.      |                  |                  |                         |   |        |        |       |
|  |                         |                  |                  |                         |   |        |        |       |
|  | Egyesült Államok        | Egyesült Államok | 1                |                         |   |        |        |       |
|  | Egyesült Államok        | Egyesült Államok | 1                | Mexikóváros, július 25. |   |        |        |       |
|  | Costa Rica              | Costa Rica       | 0                |                         |   |        |        |       |
|  | Costa Rica              | Costa Rica       | 0                |                         |   | Mexikó | Mexikó | 4     |
|  | Mexikóváros, július 22. |                  |                  |                         |   | Mexikó | Mexikó | 4     |
|  |                         |                  | Egyesült Államok | Egyesült Államok        | 0 |        |        |       |
|  | Mexikó                  | Mexikó           | Egyesült Államok | Egyesült Államok        | 0 | 6      |        |       |
|  | Mexikó                  | Mexikó           |                  |                         |   |        |        |       |
|  | Jamaica                 | Jamaica          | 1                |                         |   |        |        |       |
|  | Jamaica                 | Jamaica          | 1                | Bronzmérkőzés           |   |        |        |       |
|  |                         |                  |                  |                         |   |        |        |       |
|  | Mexikóváros, július 25. |                  |                  |                         |   |        |        |       |
|  |                         |                  |                  |                         |   |        |        |       |
|  | Costa Rica              | Costa Rica       | 1                |                         |   |        |        |       |
|  | Costa Rica              | Costa Rica       | 1                |                         |   |        |        |       |
|  | Jamaica                 | Jamaica          | 1                |                         |   |        |        |       |
|  | Jamaica                 | Jamaica          | 1                |                         |   |        |        |       |

### Elődöntők
| 1993. július 21. |

| Egyesült Államok | 1–0 (h. u.) | Costa Rica |
| ---------------- | ----------- | ---------- |
| Kooiman 103'     | (0–0)       |            |

| Cotton Bowl, Dallas Nézőszám: 14 826 Játékvezető: Ramdhan (Trinidad és Tobagó-i) |

| 1993. július 22. |

| Mexikó                                            | 6–1   | Jamaica    |
| ------------------------------------------------- | ----- | ---------- |
| Salvador 9' 18' 34' Mora 14' Zague 50' Ambriz 55' | (4–1) | Wright 17' |

| Estadio Azteca, Mexikóváros Nézőszám: 90 000 Játékvezető: Escobar (guatemalai) |

### Bronzmérkőzés
| 1993. július 25. |

| Costa Rica  | 1–1 (h. u.) | Jamaica    |
| ----------- | ----------- | ---------- |
| Guthrie 10' | (1–0)       | Jarret 89' |

| Estadio Azteca, Mexikóváros Nézőszám: 100 000 Játékvezető: Hayes (USA) |

### Döntő
| 1993. július 25. |

| Mexikó                                               | 4–0   | Egyesült Államok |
| ---------------------------------------------------- | ----- | ---------------- |
| Ambriz 11' Armstrong 31' (öngól) Zague 69' Cantu 79' | (2–0) |                  |

| Estadio Azteca, Mexikóváros Nézőszám: 120 000 Játékvezető: Sawtell (kanadai) |

| 1993-as CONCACAF-aranykupa bajnoka: |
| ----------------------------------- |
| MEXIKÓ 4. cím                       |

## Gólszerzők
12 gólos
- Zaguinho

5 gólos
- Luis Miguel Salvador

4 gólos
- Eduardo Bennett

3 gólos
- Juan Arnoldo Cayasso
- Octavio Mora

## Végeredmény
| Csapat | Csapat           | J | Gy | D | V | Rg | Kg | Gk  | %     | P |
| ------ | ---------------- | - | -- | - | - | -- | -- | --- | ----- | - |
| 1      | Mexikó           | 5 | 4  | 1 | 0 | 28 | 2  | +26 | 90,0% | 9 |
| 2      | Egyesült Államok | 5 | 4  | 0 | 1 | 5  | 5  | 0   | 80,0% | 8 |
| 3      | Costa Rica       | 5 | 1  | 3 | 1 | 6  | 5  | +1  | 50,0% | 5 |
| 4      | Jamaica          | 5 | 1  | 2 | 2 | 6  | 10 | -4  | 40,0% | 4 |
| 5      | Honduras         | 3 | 1  | 0 | 2 | 6  | 5  | +1  | 33,3% | 2 |
| 6      | Kanada           | 3 | 0  | 2 | 1 | 3  | 11 | -8  | 33,3% | 2 |
| 7      | Panama           | 3 | 0  | 1 | 2 | 3  | 8  | -5  | 16,7% | 1 |
| 8      | Martinique       | 3 | 0  | 1 | 2 | 3  | 14 | -11 | 16,7% | 1 |